# Ilha Jackson
A Ilha Jackson ou Ilha Frederick Jackson (em russo:  Джексона Остров, Ostrov Dzheksona) é uma ilha desabitada com cerca de 521 km² situada na Terra de Francisco José, no norte da Rússia. Esta ilha faz parte da Terra de Zichy, um subgrupo na parte central do arquipélago.
De este a oeste tem aproximadamente 40 km, e a distância máxima de norte a sul é de 30 km.
Foi assim chamada em homenagem ao explorador polar inglês Frederick George Jackson, que explorou e deu nome a várias ilhas no arquipélago de Francisco José. A Expedição Ártica Jackson-Harmsworth (1894-1897) foi patrocinada pela Royal Geographical Society.